# Henriette Köhler
Julie Karoline Henriette Köhler geb. Gerhardt (* 5. Mai 1813 in Boitzenburg; † 11. Januar 1890 in Prenzlau) war eine deutsche Schriftstellerin.

## Leben
Ihr Vater war Pfarrer in Boitzenburg. Sie verlebte dort ihre Kindheit und Jugend und zog 1838 nach dem Tode des Vaters nach Berlin, wo sie bis 1848 als Gesellschafterin blieb. Dann zog sie nach Wurtz bei Zeitz, um die Töchter des dortigen Pfarrers Köhler zu unterrichten, den sie 1856 heiratete. Ihr Mann starb nach kurzer Ehe 1858. 1876 zog sie nach Prenzlau, wo sie 1890 nach langen Krankheitsperioden 1890 im Alter von 76 Jahren gestorben ist.

## Werke
- Gedichte. Mit einem Anhang von Gedichten ihres Vaters. Wohlgemuth, Berlin 1862.
- Weihnachts- und Kinderlieder. Prochnow, Berlin 1878.
- Charfreitag und Ostern. Lieder. Ein Festgeschenk für Konfirmanden. Prochnow, Berlin 1878.
- Der Kinder Lust und Freud in kleinen Erzählungen für artige Kinder. Prochnow, Berlin 1878.[1]
- Der Kinderwelt zur Freud' und Lehre. Liebliche Erzählungen. Bagel, Düsseldorf 1880.
- Dreissig Erzählungen für Knaben und Mädchen von 8–10 Jahren. Bagel, Düsseldorf 1880.[1]
- Erzählungen aus dem Kinderleben, für Knaben und Mädchen von 8–10 Jahren. Bagel, Düsseldorf 1881.[1]
- Bunte Geschichten aus Stadt und Land für artige Kinder. Bagel, Düsseldorf 1881.[1]
- Ein Strauss, für gute Kinder gepflückt. In 11 Erzählungen. Bagel, Düsseldorf 1881.[1]
- Erinnerungen. Erzählungen für Knaben und Mädchen von 8–10 Jahren. Bagel, Düsseldorf 1885.
- Freud' u. Leid der Kinderzeit. Erzählungen für Knaben und Mädchen von 8–10 Jahren. Prochnow, Berlin 1885.[1]
- Fünfundzwanzig Erzählungen für Knaben u. Mädchen von 8–10 Jahren. Meinhold, Dresden 1875.
- Hübsche Erzählungen für Knaben und Mädchen von 8–10 Jahren. Bagel, Düsseldorf 1880.
- Unterhaltende Geschichten für die Jugend. Bagel, Düsseldorf 1880.[1]
- Marienblümchen, am Wege gepflückt. Erzählungen für Knaben und Mädchen von 8–10 Jahren. Bagel, Düsseldorf 1885.
- Stadt und Dorf. Erzählumgen für Knaben und Mädchen von 8–10 Jahren. Bagel, Düsseldorf 1885.